# Krst pri Savici (Simčič)
Krst pri Savici je drama Zorka Simčiča. Izšla je leta 1953 pri Katoliškem misijonu v Buenos Airesu.

## Osebe
- Staroslav, svečenik boginje Žive
- Bogomila, njegova hči
- Črtomir, vojvoda Slovenov
- Gojmir
- Ribič
- Bistra, njegova hči
- Duhoven, bivši druid
- Sloveni, Valjhunovi vojščaki

## Vsebina
1. slika: Staroslav in Bogomila se na Otoku pripravljata na pomladni praznik. Skupnost se zbere, da bi obredno proslavila vračanje sončnega božanstva. Gojmir ljubi Bogomilo, a ona je srce oddala Črtomiru. Med veselim rajanjem prinese ribičeva Bistra strašno vest o vdoru Valjhuna. Poveljstvo nad vojsko prevzame Črtomir, vzame slovo od Bogomile.
2. slika: Na Otoku duhoven uči ljudstvo božjega nauka. Bogomila z bolečino misli na Črtomira, težko ji je, da je še pogan. Ko zve, da bo Valjhun še to noč napadel Ajdovski gradec, je še bolj zaskrbljena za usodo ljubega. Gojmir, ki je ranjen počival na Otoku, sklene, da bo preoblečen v pevca skušal Črtomira posvariti. Bogomila ga hoče zadržati, ve, da Črtomir Gojmiru ne zaupa, da je ljubosumen nanj. A Gojmir se hoče žrtvovati za njeno srečo.
3. slika: Na Ajdovskem gradcu Črtomir sanja o Bogomili, ko privedejo predenj Gojmira. Ta pove, da je kristjan, in prigovarja Črtomiru, naj se z Valjhunom pogaja in reši življenje borcev; sovražna vojska je tako močna, da ni upanja in jih vse čaka smrt. Črtomir po kratkem omahovanju zavrne vsako pogajanje s tujcem, skliče posvet in navduši vojake za boj do konca, Gojmira pa kot izdajalca obsodi na smrt. Komaj je sodba izvršena, sovražnik napade.
4. slika: Črtomira ob Bohinjskem jezeru mučijo očitki vesti, da je kriv za smrt tovarišev, dvomi v moč bogov, še posebej pa ga teži Gojmirova smrt. Ribiča, ki pride s hčerko lovit ribe, pošlje po obvestila o Bogomili, Bistra pa ga odpelje v skrivališče ob slapu Savice.
5. slika: Črtomira so vso noč preganjale Gojmirova podoba in razdvojene misli o novem Bogu. Pride Bogomila z duhovnom in očetom. Črtomiru zločin nad Gojmirom odpre srce za Kristusovo blagovest. Ko še izve, da se je Bogomila zaobljubila Bogu, dozori v samožrtvovanje: svojo krivdo nad Gojmirom in padlimi rojaki bo odkupil s tem, da bo ljudem prinašal luč prave vere. Po opravljenem krstu se odpravi po strmi poti proti soncu.